# USS Preble (DDG-88)
USS Preble (DDG-88) — 38-й эскадренный миноносец из серии запланированных к 13 сентября 2002 г. 62 эсминцев УРО типа «Арли Бёрк», строительство которых было одобрено Конгрессом США.